# Guerra da Quádrupla Aliança
A Guerra da Quádrupla Aliança foi um conflito bélico de grandes proporções decorrido entre 1718 e 1720 como resultado da reivindicação de Felipe V de Espanha e de altos membros da corte espanhola sobre os territórios de Sardenha e Sicília que haviam sido cedidos à Casa de Áustria e ao Ducado de Saboia no âmbito do Tratado de Utreque anos antes. Sob a influência direta de sua Rainha Consorte Isabel Farnésio e seu Ministro de Estado Giulio Alberoni, Filipe V voltou-se contra as disposições de Utreque e buscou  reconquistar territórios perdidos na Itália e tornou a reivindicar seus direitos ao trono francês como herdeiro presuntivo de Luís XV.
O conflito foi disputado pela Espanha contra as forças da "Quádrupla Aliança" formada pela Grã-Bretanha, França, Áustria (na época um Estado do Sacro Império Romano-Germânico) e a República das Sete Províncias Unidas dos Países Baixos. O Ducado de Saboia, primeira alvo da ofensiva espanhola, entrou no conflito ao lado da Aliança como um quinto aliado. Apesar de a guerra ter sido declarada apenas em dezembro de 1718, as hostilidades já haviam começado em 1717. A guerra foi encerrada em 1720 pelo Tratado da Haia através do qual as potências beligerantes concordaram em retornar ao status quo ante bellum com a cessão do Reino da Sardenha à Casa de Saboia.

## Causas

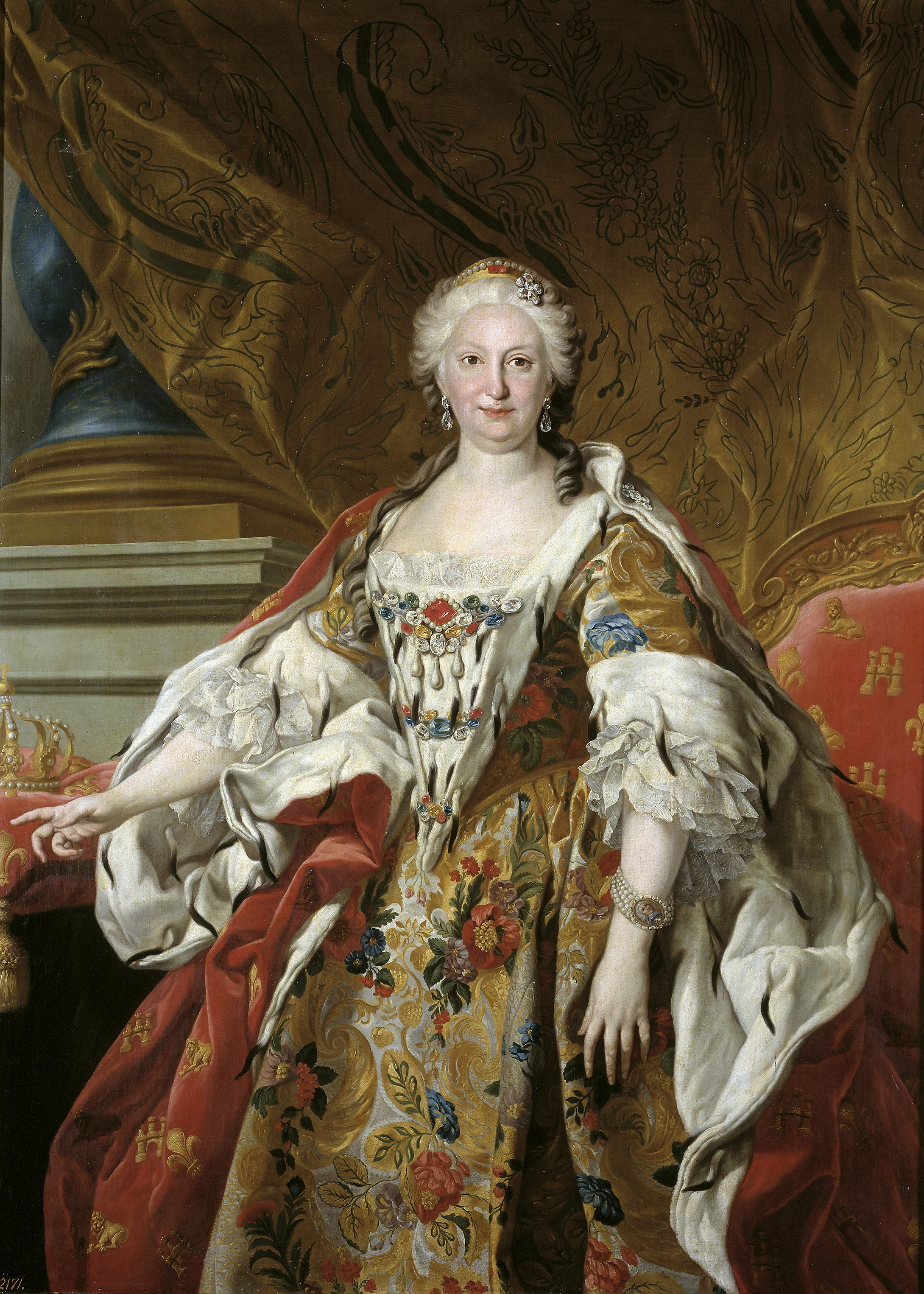
Isabel Farnésio, consorte real de Filipe V, foi uma das principais apoiadoras da reivindicação espanhola sobre a Sardenha.

Em 1700, Carlos II de Espanha morreu sem deixar herdeiros ao trono espanhol. No entanto, seu testamento nomeava Filipe, Duque de Anjou - seu primo e neto de Luís XIV de França - como seu sucessor. Como Filipe era membro da Casa de Bourbon e um herdeiro legítimo ao trono francês, diversas nações europeias se opuseram ao que temiam tornar-se uma união pessoal de dois impérios globais sob uma única casa dinástica. A dificuldade de uma resolução diplomática ao conflito desencadeou a Guerra da Sucessão Espanhola de 1701 a 1714, consagrando Filipe como Rei de Espanha em troca de sua renúncia aos direitos sucessórios franceses, então prevenindo que as coroas francesa e espanhola se unissem. Tal restrição acalmou os ânimos dos políticos britânicos contrários à união das duas coroas, conhecidos pelo bordão "Sem a Espanha não há paz".
Pelo Tratado de Utreque de 1713, a Espanha perdeu todas suas posses na Itália e os Países Baixos Espanhóis. Além dos territórios neerlandeses, o Ducado de Milão, o Reino de Nápoles e a Saboia foram cedidas a Carlos VI, o Imperador Romano-Germânico e soberano da Monarquia de Habsburgo. A Sicília foi cedida a Vítor Amadeu, Duque de Saboia e a recém-formada Prússia recebeu as Gueldres Espanholas. Esses territórios haviam estado sob controle da Espanha Habsburga por quase dois séculos, e a perda dessas terras foi um grande impacto ao país, em termos econômicos e comerciais e de prestígio dinástico.

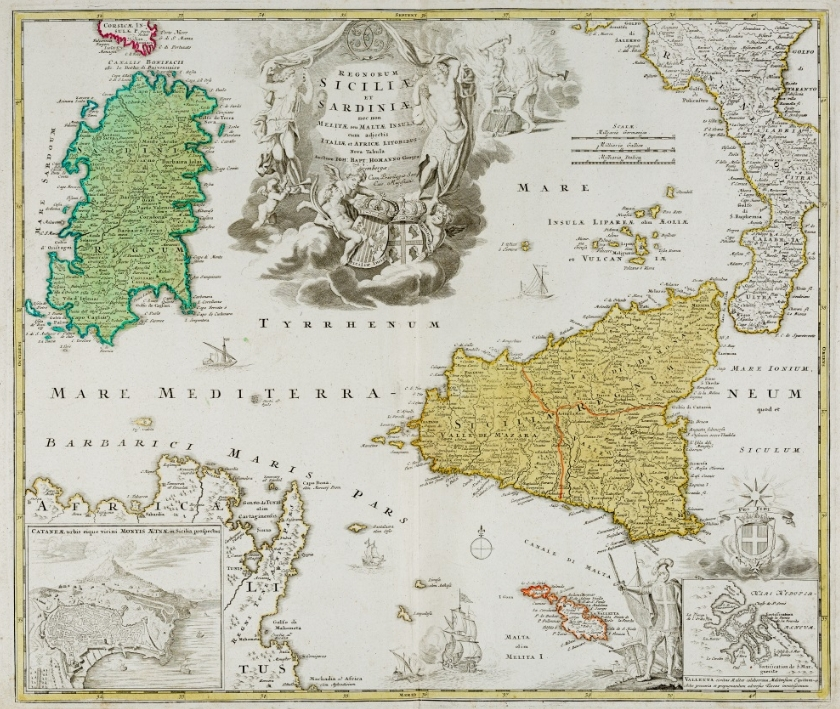
Sardenha (em verde) e Sicília (em amarelo) em mapa de 1720 de autoria de Johann Homann. A cessão destes territórios no Tratado de Utreque enfraqueceu a presença espanhola no Mar Mediterrâneo, levando a novas reivindicações por parte de Filipe V.

No entanto, a primeira prioridade da Espanha era a restauração do país após treze anos de conflito, que haviam sido lutadas parcialmente em território espanhol. O principal arquiteto dessa operação foi Giulio Alberoni, um prelado italiano e administrador do Arcebispo de Plasencia. Em 1714, Alberani organizou o casamento do viúvo Filipe V e da italiana Isabel Farnésio, neta de Rainúncio II Farnésio. No processo, Alberoni tornou-se o conselheiro pessoal da nova Rainha Consorte de Espanha e ascendeu gradualmente aos cargos de mais alto escalão na corte espanhola até que, em 1715, Alberoni tornou-se Ministro-Chefe. Seu governo foi marcado pela estabilização da economia espanhola e reforma das finanças públicas. Alberoni também iniciou a reconstrução da Frota Espanhola (com cinquenta navios de linha construídos em 1718) e reformou o Exército. Em 1717, Alberoni foi elevado a Cardeal da Igreja Católica pelo também italiano Papa Clemente XI. A Rainha Isabel Farnésio, com forte apoio de Alberoni, estimulou a ambição de seu marido e filhos sobre terras italianas.
A França vivia seus primeiros anos sem a liderança longínqua de Luís XIV, que havia morrido em 1715 deixando como herdeiro ao trono apenas um bisneto ainda criança, Luís XV. O sobrinho de Luís XIV, Filipe II, Duque d'Orleães, assumiu a condução do Estado francês na condição de regente de seu primo ainda criança e liderou esforços diplomáticos visando manter o protagonismo francês no continente e apaziguar as disputas territoriais inflamadas pelo expansionismo marcante do reinado anterior. Paralelamente, Filipe V era o único neto sobrevivente de Luís XIV e, no entanto, havia abdicado de seus direitos sucessórios para si mesmo e seus filhos nos termos do Tratado de Utreque.
Apesar disso, Filipe V continuou reivindicando o trono francês como herdeiro presuntivo na possibilidade da morte de Luís XV. A oposição às ambições cada vez mais consistentes de Filipe V levaram a França, a Grã-Bretanha e a República das Sete Províncias Unidas dos Países Baixos a se unirem na "Tríplice Aliança" em 4 de janeiro de 1717.
A Grã-Bretanha, em particular, sentia-se ameaçada mediante as reivindicações territoriais espanholas no Mar Mediterrâneo e a expansão russa no Mar Báltico, enviando frotas contras ambos, preventivamente. A Marinha Francesa, por sua vez, estava muito enfraquecida com a guerra recente, e não pode oferecer suporte. E o Sacro Império Romano estava preso em questões diplomáticas delicadas com o Império Otomano, evitando inicialmente uma nova indisposição política no cenário europeu. 

## Eclosão do conflito
Mais tarde no ano, para reforçar o Tratado de Utrecht, a Grã-Bretanha, França, e Áustria consideraram conceder a Sicília a Carlos VI do Sacro Império Romano. Esse arranjo foi mal recebido pela Espanha, que desejava obter a ilha.
Em agosto de 1717 Filipe iniciou hostilidades contra a Áustria, invadindo a ilha de Sardenha, tomando vantagem do fato de que a Áustria estava envolvida na Guerra Austro-Turca (1716-1718). Uma frota de 100 embarcações de transporte, protegidas por 15 navios de guerra, carregaram 9000 soldados sob o comando de Marquis de Lede. A frota partiu de Barcelona para Sardenha, mas foram subjugados em novembro do mesmo ano.
A reação inicial por parte da Áustria foi limitada, já que o Comandante Supremo Austríaco Eugénio de Saboia buscava evitar uma grande guerra na Itália, devido ao conflitos nos Balcãs, que já consumiam as tropas e recursos austríacos. Finalmente, em 21 de julho de 1718, o Tratado de Passarowitz terminou a guerra com o Império Otomano, e em 2 de agosto a Áustria se juntou a Tríplice Aliança, formando a Quádrupla Aliança.

## A Guerra
Enquanto isso, em Julho de 1718, os espanhóis, dessa vez com 30.000 homens de novo liderados pelo Marquês de Lede, também invadiram a Sicília, território que tinha sido concedido ao Duque de Sabóia. Eles tomaram Palermo em 7 de Julho e então dividiram seu exército em dois. O Marquês de Lede seguiu pela costa para cercar Messina entre 18 de Julho e 30 de Setembro, enquanto o Duque de Montemar conquistou o resto da ilha.
Os franceses, austríacos, e britânicos agora exigiam a retirada espanhola da Sicília e Sardenha. A atitude de Vitor Amadeus II de Savoy foi ambígua, ele concordou em negociar com o Cardeal Alberoni de uma aliança anti-austríaca.
Em 11 de agosto, na Batalha do Cabo Passero, uma frota britânica, liderada por Sir George Byng, eliminou efetivamente as tropas espanholas estabelecidas na Sicília. Este foi seguido por terra de uma pequena armada austríaca, montada em Nápoles pelo vice-rei austríaco, Conde Wirich Philipp von Daun, próximo a Messina, para fechar o cerco contra as forças espanholas. Os austríacos foram derrotados na Primeira Batalha de Milazzo, em 15 de outubro, e somente bloquearam a cabeceira de uma pequena ponte nas redondezas de Milazzo.
Em 1718, o cardeal Giulio Alberoni começou a conspirar contra o Duc d'Orléans. Essa conspiração ficou conhecida como a Conspiração Cellamare. Depois que a conspiração foi descoberta, Alberoni foi expulso da França, que declarou guerra a Espanha. A Holanda juntou-se mais tarde, em agosto de 1719.

## 1719
O Duc d'Orléans ordenou um exército francês sob o comando do Duque de Berwick a invadir os Distritos Bascos Ocidentais da Espanha em abril de 1719, ainda sob o choque da intervenção militar de Filipe V contra eles. O exército do Duque enfrentou pouca resistência, mas foi forçado a recuar devido a massivas baixas por doenças. Tal situação se repetiu em um segundo ataque, ocorrido na Catalunha. 
Na Sicília, os austríacos iniciaram uma nova ofensiva sob o comando do Conde Claude Florimond de Mercy. Eles primeiramente sofreram uma derrota na Batalha de Francavilla, no dia 20 de junho de 1719, mas após a derrota dos espanhóis no seu próprio território para a esquadra britânica a resistência italiana desmoronou. Por conta disso, o Conde Mercy conseguiu vencer a Segunda Batalha de Milazzo, abrindo caminho para em Outubro tomar Messina e cercar Palermo.
Foi também em 1719 que o exilado irlandês Duque de Ormonde organizou uma expedição com grande apoio espanhol para invadir o Reino Unido e substituir o Rei George I por James Stuart, o "Velho Pretendente" da linhagem jacobita. No entanto, sua frota foi dispersa por uma tempestade próxima à Galiza, e nunca chegou ao Reino Unido. Uma pequena força de 300 marinheiros sob o comando de George Keith, o Décimo Conde-Marechal da Escócia atracou perto de Eilean Donan, mas eles e os habitantes locais que os apoiaram foram rapidamente derrotados na Batalha de Eilean Donan em Maio de 1719 e na Batalha de Glen Shielum, ocorrida um mês depois, assim afastando as esperanças de uma rebelião pró-Espanha.
Em retaliação a esse ataque, uma frota britânica capturou Vigo e marchou até Pontevedra em Outubro de 1719. Esses ataques chocaram as autoridades espanholas, pois demonstraram a fragilidade dos espanhóis perante os ataques anfíbios dos Aliados, que possuíam nesse momento condições de abrir um novo fronte na Fronteira Espanha-França.
Os franceses capturaram a colônia espanhola de Pensacola, na Flórida, em Maio de 1719, acabando com as possibilidades de um ataque planejado pela Espanha à Carolina do Sul. As forças espanholas conseguiram tomar novamente a cidade em Agosto de 1719, mas a cidade foi reconquistada pelos franceses no final do ano, que a destruíram antes da retirada de suas forças.
Uma forte repartição de 1200 espanhóis partiu de Cuba com o intuito de tomar a colônia inglesa de Nassau, nas Bahamas. Após terem saqueado a cidade, eles foram retirados dela por milícias locais.

## Paz
Descontente com a performance militar de seu reino, Filipe V demitiu Alberoni em Dezembro de 1719, e fez as pazes com os aliados do Tratado de Hague em 17 de fevereiro de 1720.
No tratado, Filipe renunciou a todos os territórios capturados na guerra. Entretanto, o direito do seu terceiro filho ao Ducado de Parma e Placência depois da morte do meio-primo sem filhos de Isabela, António Farnésio, foi reconhecido.
A França cedeu Pensacola e as demais conquistas no Norte da Espanha à Espanha por benefícios comerciais. Assim como colocado nos termos do Tratado, o Duque de Saboia foi obrigado a trocar seu trono na Sícilia pelo do menos prestigioso Reino da Sardenha.

## Legado
A guerra se tornou o único exemplo durante o século XVIII em que o Reino Unido e a França estiveram no mesmo lado. Esse período ocorreu em um período entre 1716 e 1731, quando os dois países foram aliados. A Espanha mais tardiamente se juntaria à França no Segundo Pacto de Família, e os dois se tornariam mais uma vez inimigos da Inglaterra.